# Theodore Roosevelt
Theodore Roosevelt, Jr. (n. 27 octombrie 1858, New York City, New York, SUA – d. 6 ianuarie 1919, Sagamore Hill⁠(d), New York, SUA), cunoscut de asemenea ca T.R. sau Teddy (publicului larg, dar niciodată celor apropiați sau familiei), a fost cel de-al douăzeci și șaselea președinte al Statelor Unite ale Americii servind două mandate între anii 1901 și 1909.  A fost cel de-al 25-lea vicepreședinte al Statelor Unite înainte de a deveni președinte în urma asasinării președintelui William McKinley.  Prin depunerea jurământului de președinte la 42 de ani, Theodore Roosevelt a devenit (și a rămas până în ziua de azi) cel mai tânăr președinte din istoria Statelor Unite.  În cadrul Partidului Republican a fost un reformator, căutând să promoveze ideile conservatoare ale partidului în secolul al 20-lea.  Mai târziu s-a distanțat de prietenul și succesorul său desemnat, William Howard Taft, și a candidat în alegerile prezidențiale din 1912⁠(d) ca și candidat al unui al treilea partid, Partidul Progresiv⁠(d), fiind liderul acestuia. Theodore Roosevelt a servit multiple roluri politice și non-politice în societatea americană a începutul secolului al 20-lea fiind guvernator al statului New York, istoric, naturalist, explorator, autor, soldat. T.R. este de asemenea faimos prin tipul de personalitate pe care l-a adus în prim-planul societății americane, pentru energia, interesele și realizările sale pe planuri multiple, genul său de masculinitate și aparența sa de "cowboy" școlit.
În calitatea sa de secretar adjunct al Marinei SUA, a militat și s-a pregătit (din toate punctele de vedere) pentru un război cu Spania în 1898. A organizat și a ajutat la comanda Întâiului Regiment Voluntar de Cavalerie⁠(d) (conform originalului, 1-st U.S. Volunteer Cavalry Regiment), așa numiților the Rough Riders⁠(d), în timpul războiului americano-spaniol. Reîntors la New York ca un erou de război, a fost ales ca guvernator al statului New York în același an 1898. Roosevelt a fost de profesie istoric, avocat, naturalist și explorator al bazinului Amazonului⁠(d); cele 35 de cărți pe care le-a scris includ teme cum sunt viața în aer liber, istorie naturală, frontiera Americii, istorie politică, istorie navală și o autobiografie.
Deja ca politician de opoziție, el a sprijinit eforturile lui Masaryk de a crea o Cehoslovacie independentă. În august 1918, când a distribuit premiul Nobel pentru Pace în bani, a trimis Rusiei o sumă simbolică de 1.000 de dolari legionarilor cehoslovaci, iar în cadrul unei ceremonii la New York, el a spus: "Cehoslovacii eroici trebuie să formeze o comunitate independentă."